# Jabłonowo Pomorskie
Jabłonowo Pomorskie è un comune urbano-rurale polacco del distretto di Brodnica, nel voivodato della Cuiavia-Pomerania.
Ricopre una superficie di 134,36 km² e nel 2004 contava 9 045 abitanti.